# Don't Worry (Chingy)
Don't Worry è un singolo del rapper statunitense Chingy, pubblicato l'11 gennaio 2005 come secondo estratto dal secondo album in studio Powerballin'.

## Descrizione
Il brano, prodotto da Raphael Saadiq, ha visto la collaborazione della cantante statunitense Janet Jackson. È stato pubblicato sotto forma di CD singolo ed è stato trasmesso via radio.
Il brano utilizza un campionamento di Just Me and You del gruppo Tony! Toni! Toné!. Tutte le strofe sono rappate da Chingy, mentre Janet Jackson canta il ritornello.

## Successo commerciale
Negli Stati Uniti il brano ha raggiunto la posizione 60 nella Hot R&B/Hip-Hop Songs, mentre In Giappone ha raggiunto la posizione 95.

## Tracce
1. Don't Worry (Album version) – 4:27
2. Don't Worry (Instrumental) – 4:25

## Posizioni in classifica
| Chart (2005)                          | Posizione massima |
| ------------------------------------- | ----------------- |
| Billboard Hot R&B/Hip-Hop Songs (USA) | 60                |
| Tokio Hot 100 (Giappone)              | 95                |